# Musocco

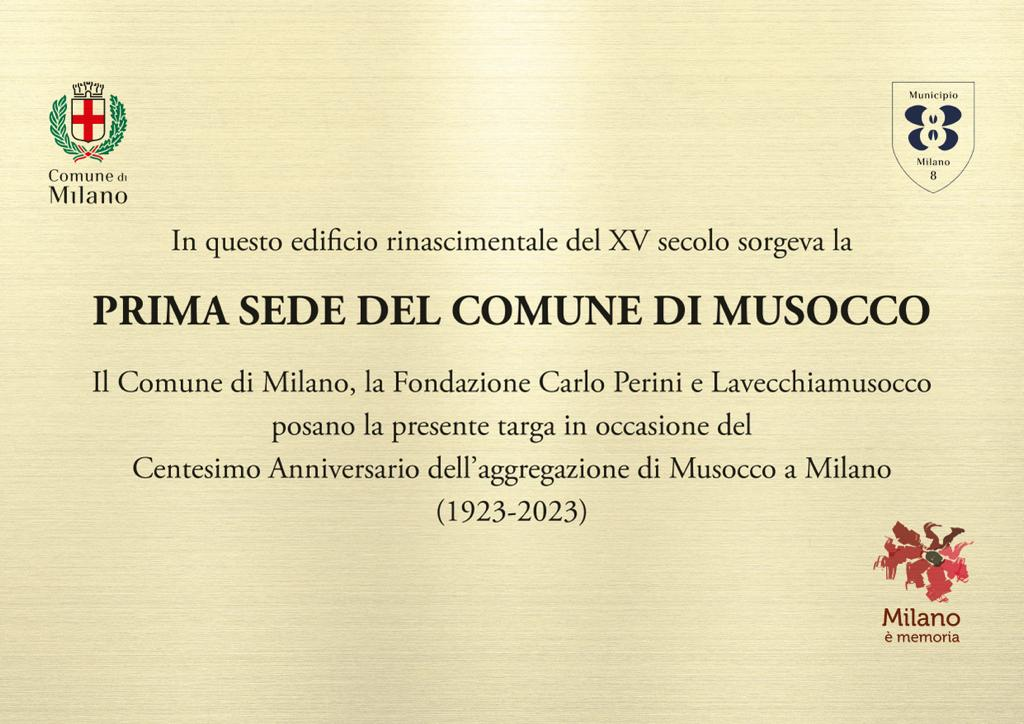
TARGA COMMEMORATIVA PRIMA SEDE DEL COMUNE DI MUSOCCO

Musocco (Musòcch in dialetto milanese, AFI: [myˈzɔk]) è un quartiere   di Milano, posto nella periferia nord-occidentale della città, appartenente al Municipio 8 e al NIL n. 72, denominato: “Maggiore, Musocco, Certosa”. 

Fino al 1923 costituì un comune autonomo.

## Storia

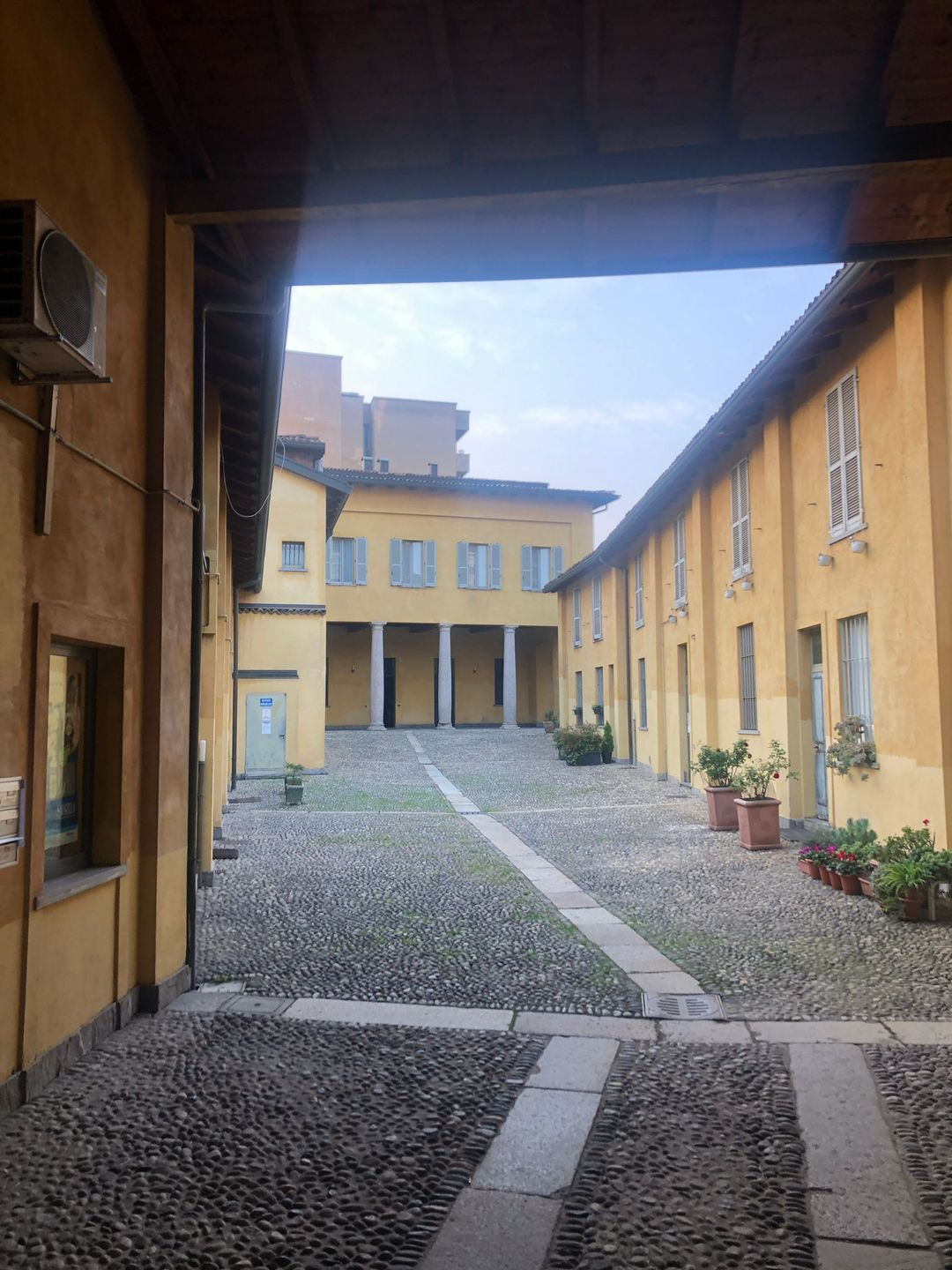
Prima sede del Comune di Musocco

Il nome Musocco deriva dalla parola musa che significa acquitrino, indicando che la zona era attraversata da numerosi corsi d'acqua e fontanili che straripando formavano degli impaludamenti. Il corso d'acqua principale è il torrente Pudiga.

### Storia antica
Musocco sorge sulla strada che da Milano portava a Varese, la strada Varesina conosciuta come via Mediolanum-Bilitio (Milano - Bellinzona), con qualche cascinale sparso in mezzo a un territorio in parte boscoso (come il Bosco della Merlata). Oggi la via Veresina termina il prossimità della stazione Certosa. Oltre la stazione, il quartiere di Musocco viene attraversato da via Mambretti, di fatto una continuazione della via Varesina.  Le prime notizie certe risalgono alla visita pastorale di San Carlo Borromeo nel 1605 con un centinaio di abitanti dediti al lavoro nei campi. Musocco risulta appartenere alla Pieve di Trenno.

### XVIII secolo

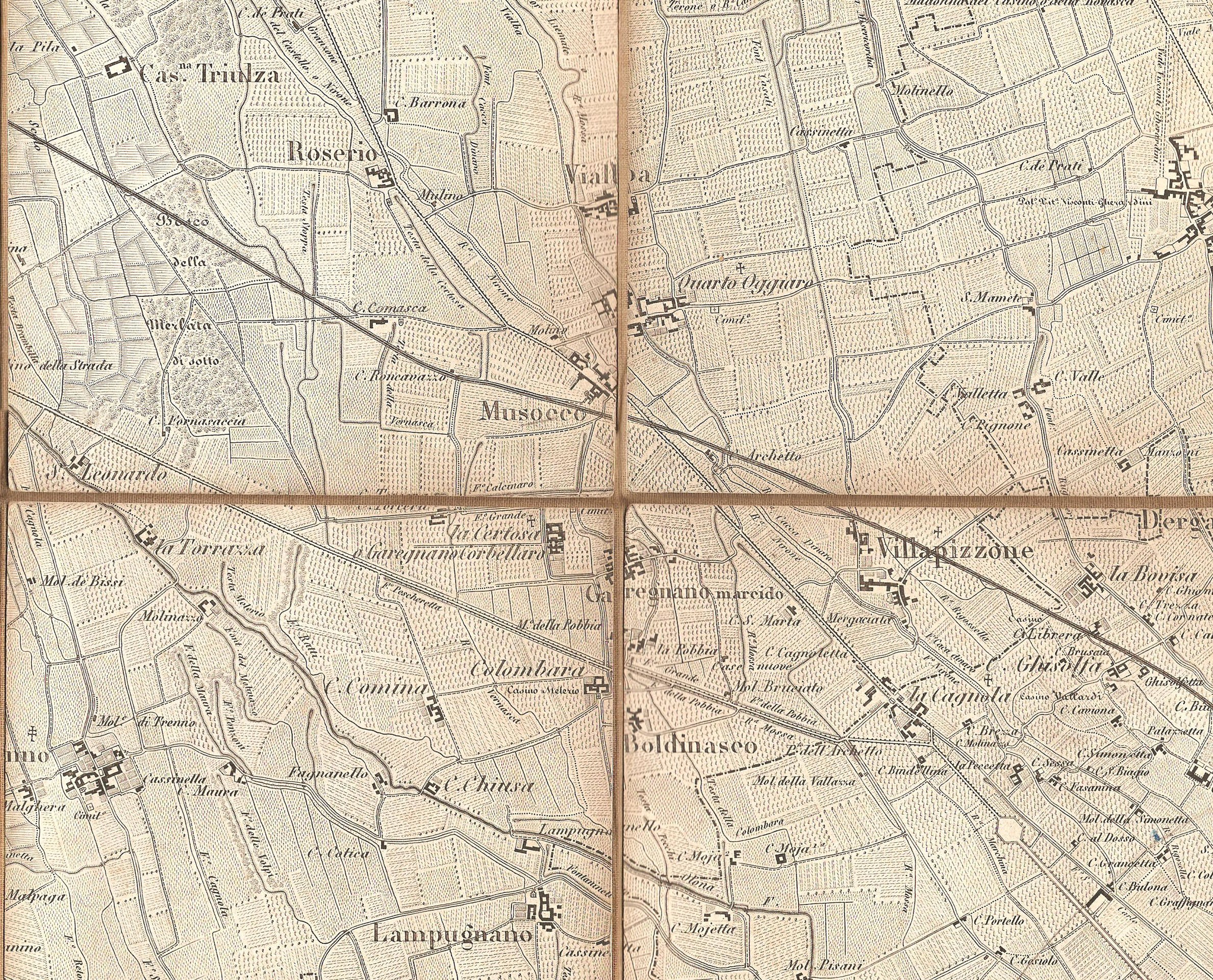
La zona di Musocco nel 1865 da una cartina di Giovanni Brenna

Osservando una cartina di metà Ottocento della parte Nord-Ovest di Milano, si possono distinguere, tra gli altri abitati, Villapizzone, la Cagnola, Boldinasco, Garegnano, e, oltre la ferrovia, Musocco, Quarto Oggiaro e Vialba. Questa localizzazione è molto simile, a parte la ferrovia non esistente, a quella del XVIII secolo.
Musocco era l'abitato sulla strada per Varese a circa 5 km dalla cerchia dei bastioni di Milano, con l'oratorio di San Giuseppe, la zona attorno all'attuale via Mambretti. Quarto Uglerio, era un gruppo di case attorno alla Villa Caimi-Finoli, e alla chiesa dei Santi Nazaro e Celso, ora via Aldini mentre Vialba o Villa Alba, villaggio bianco, era un comune costituito da un pugno di case abitate da contadini alle spalle della Villa Scheibler, una villa patrizia risalente al XV secolo e terreno di caccia di Ludovico il Moro oggi completamente ristrutturata insieme al parco adiacente.
Il torrente Pudiga scorreva all'interno del parco dalla Villa passando nel suo corso davanti alla Chiesa di Quarto Uglerio.
Nel 1753, secondo quanto indicato nell'Indice delle Pievi e Comunità dello Stato di Milano, al comune di Musocco risultava aggregato quello di Quarto Oggiaro. Risulta far parte della Pieve di Trenno, compresa nel Ducato di Milano sotto la reggenza di Maria Teresa d'Austria, contando 203 abitanti che salgono a 474 nel 1771. Nel 1791 risulta ancora inserito nella Pieve di Trenno, compresa nel XXVII distretto censuario della provincia di Milano con parrocchiale la chiesa di Santi Nazaro e Celso.

### Dal 1797 al 1816
Durante la Repubblica Cisalpina vi è una continuo rimescolamento della organizzazione territoriale del nord Italia.
Nel 1798 viene costituito il Dipartimento d'Olona, del quale il comune di Musocco faceva parte, prima come appartenente al distretto di Baggio, poi a quello di Bollate.
Nel 1801 diventa parte del I distretto Dipartimento d'Olona, con capoluogo Milano, che diventa nel 1805 I distretto di Milano, VI cantone con 503 abitanti.
Col decreto del 9 febbraio 1808 il comune di Musocco, come altri 34 comuni con distanza fino a 4 miglia da Milano, venne soppresso e incluso nel Circondario esterno del comune di Milano.

### Dal 1816 al 1869

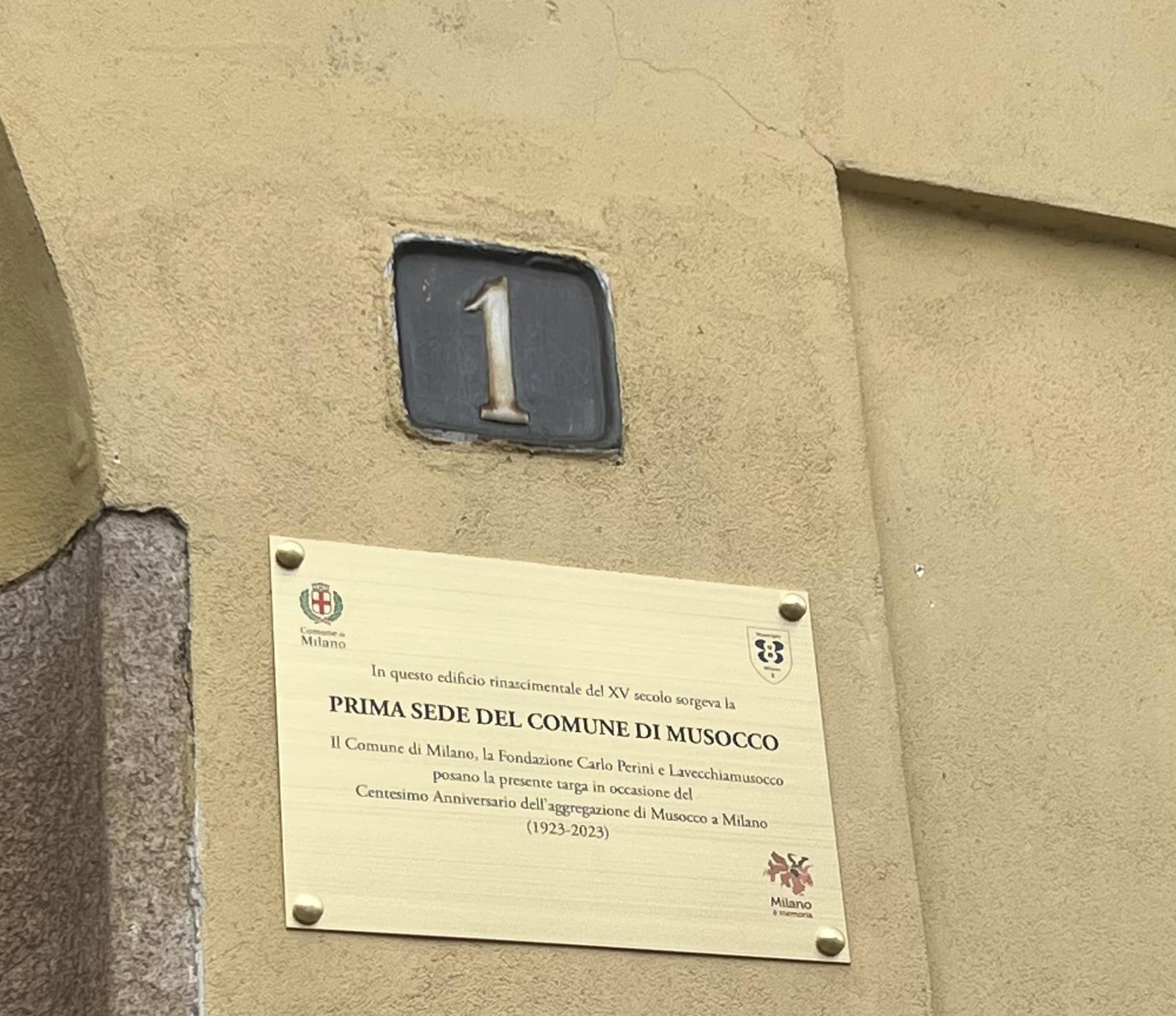
Plaque of the first seat of the municipality of Musocco of the sixteenth-century residence of Via 5 maggio,1

Con notificazione del 12 febbraio 1816 in poi nel Regno Lombardo-Veneto, con la Restaurazione della dominazione austriaca con Francesco II d'Asburgo-Lorena, vengono ripristinati i comuni soppressi durante il periodo della Repubblica Cisalpina. Musocco, così come Vialba, Villapizzone, Garegnano, Boldinasco, sono comuni autonomi del III distretto politico della Provincia di Milano con capoluogo Bollate. Nel 1821 nel censimento parrocchiale Musocco contava 900 abitanti.
Nel 1841, con dispaccio governativo del 2 settembre 1841 sotto Ferdinando I d'Austria, a Musocco fu aggregato il comune soppresso di Vialba. Nel 1853 gli abitanti risultano essere 1097, nel 1859 1192.
Con l'unità d'Italia, nel 1861, l'area del distretto divenne il IX mandamento della Provincia di Milano con capoluogo Bollate. Al 1º censimento della popolazione Musocco ed Uniti, intendo come Uniti le frazioni di Quarto Uglerio e Vialba, risulta avere 1 235 abitanti sparsi su 429 ettari coltivati a gelsi, viti, cereali e ortaggi.

### Dal 1869 al 1923
| Comune          | Superficie (ettari) | Abitanti |
| --------------- | ------------------- | -------- |
| Boldinasco      | 208                 | 632      |
| Cassina Triulza | 156                 | 107      |
| Garegnano       | 166                 | 614      |
| Musocco         | 429                 | 1235     |
| Roserio         | 140                 | 177      |
| Villapizzone    | 185                 | 842      |
| Aggiustamenti   | 44                  |          |

Nel 1869 vennero aggregati al comune di Musocco i limitrofi comuni di Boldinasco, Cassina Triulza, Garegnano, Roserio e Villapizzone. Con le nuove 5 frazioni il territorio comunale si amplia da 429 ettari a 1328 ettari, con 165 ettari occupati da strade e fabbricati e 1163 di superficie agraria. L'attività degli abitanti è ancora prevalentemente agricola con presenza di allevamenti di bachi da seta. Dal 1869 al 1873 confina con il comune dei Corpi Santi, il comune al di fuori della cerchia dei bastioni di Milano, ossia fino a quando quest'ultimo viene inglobato in Milano.
Nel 1885 Giangiacomo Trivulzio ottenne il titolo di Principe di Musocco.
Con l'avanzamento della rivoluzione industriale il comune per la sua posizione strategica al confine di Milano e la facilità di collegamento con il resto della regione, diventa il luogo ideale per la dislocazione di insediamenti industriali.

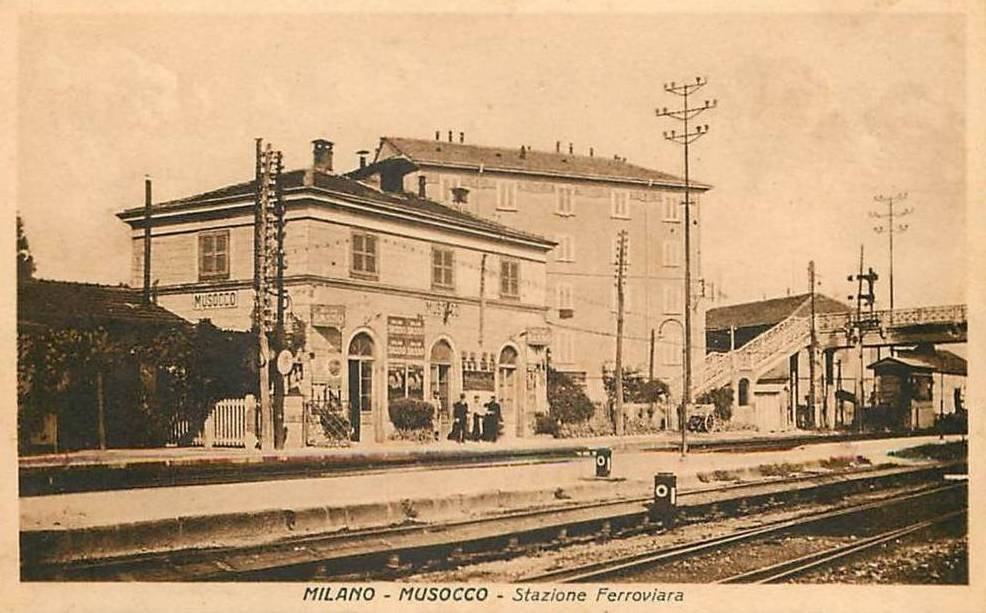
Stazione ferroviaria di Musocco, fotografata intorno al 1930, poco dopo lo scioglimento del comune

Viene costruita la ferrovia Milano-Torino alla fine degli anni 60 dell'Ottocento con la stazione ferroviaria chiamata Musocco, l'attuale Stazione di Milano Certosa che accelera il processo di industrializzazione del comune realizzatosi principalmente nei primi 20 anni del XX secolo.
In via Mambretti 9 nel 1875 viene fondata la Smalteria Moneta da Giovanni Moneta, industria fiorente durante l'attività bellica in grado di sfornare circa 10 000 elmetti al giorno. La fabbrica Moneta, ancora oggi è famosa per aver inventato la pentola anti aderente.https://www.moneta.it/pages/la-storia
| Anno | Abitanti |
| ---- | -------- |
| 1861 | 1235     |
| 1871 | 3986     |
| 1881 | 4835     |
| 1901 | 5710     |
| 1911 | 11346    |
| 1921 | 15422    |
| 1.   |          |

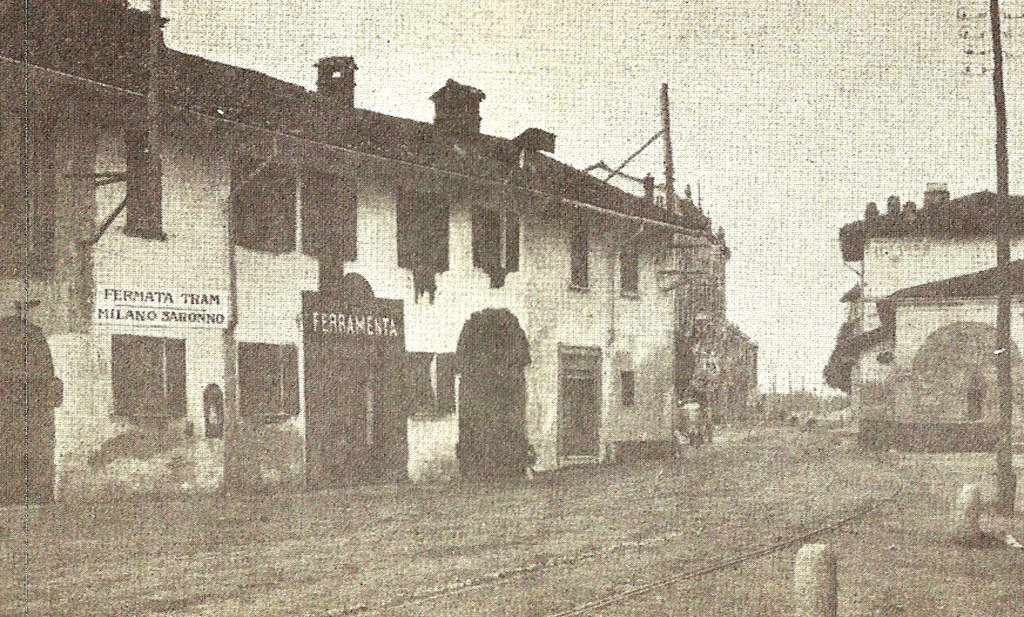
Il Borgo Antico di Musocco

Gli abitanti, i musocchesi, crescono dai 5710 di inizio secolo fino agli oltre 15000 del 1923. Il territorio di Musocco cambia faccia alla fine del secolo quando viene decisa l'edificazione del Cimitero Maggiore di Milano all'interno del comune e la nuova viabilità necessaria. Viene costruito viale Certosa come prolungamento di corso Sempione, passando da piazza del Bersaglio, poi diventata piazzale Accursio, per arrivare al cimitero. Il cambiamento avviene anche in conseguenza della ferrovia, che tronca la via Varesina, con la conseguente separazione del Borgo storico di Musocco dalla grande Musocco della zona Espinasse.
Il municipio in una prima fase, aveva sede in un edificio ancora esistente nell'attuale via 5 Maggio angolo via Mambretti dove oggi si trova la farmacia, poi passò in piazzale Santorre di Santarosa, edificio ancora esistente, civico 10. Altra sede fu quella in viale Espinasse 80, in una piccola palazzina stile liberty ancora oggi esistente.
Nel 1903 viene costituita da 20 soci la Società Edificatrice l'Avvenire di Musocco con lo scopo di acquistare terreno e costruire case d'abitazione per lavoratori e in genere tutte le costruzioni rivolte al benessere e miglioramento della classe lavoratrice.. Crescono il numero delle abitazioni anche lungo la Strada della Varesina tra Cagnola e la ferrovia. Viene costruita la scuola elementare General Cantore.
Nel 1923 per Regio Decreto 2 settembre 1923, n. 1912, art. 1 viene decisa l'unificazione di Musocco a Milano, così come per i comuni Affori, Baggio, Chiaravalle Milanese, Crescenzago, Gorla-Precotto, Greco Milanese, Lambrate, Niguarda, Trenno e Vigentino. I vecchi comuni diventano quartieri di Milano.

## Eredità
Il nome di Musocco per indicare la parte di Nord-Ovest di Milano è rimasto anche dopo la cessazione dell'esistenza del comune.
La decisione di costruire il cimitero di Milano nel comune di Musocco ha fatto conoscere il cimitero con il nome del comune di appartenenza, Musocco, che nel tempo è rimasto anche dopo lo scioglimento del comune.
L'area originaria del comune di Musocco, quello prima del 1869, è riconducibile anche all'area oltre la stazione Certosa, partendo da via Mambretti, via Palizzi, via 5 Maggio, via Fabrizi, via Aldini fino alla chiesa dei Santi Nazaro e Celso.

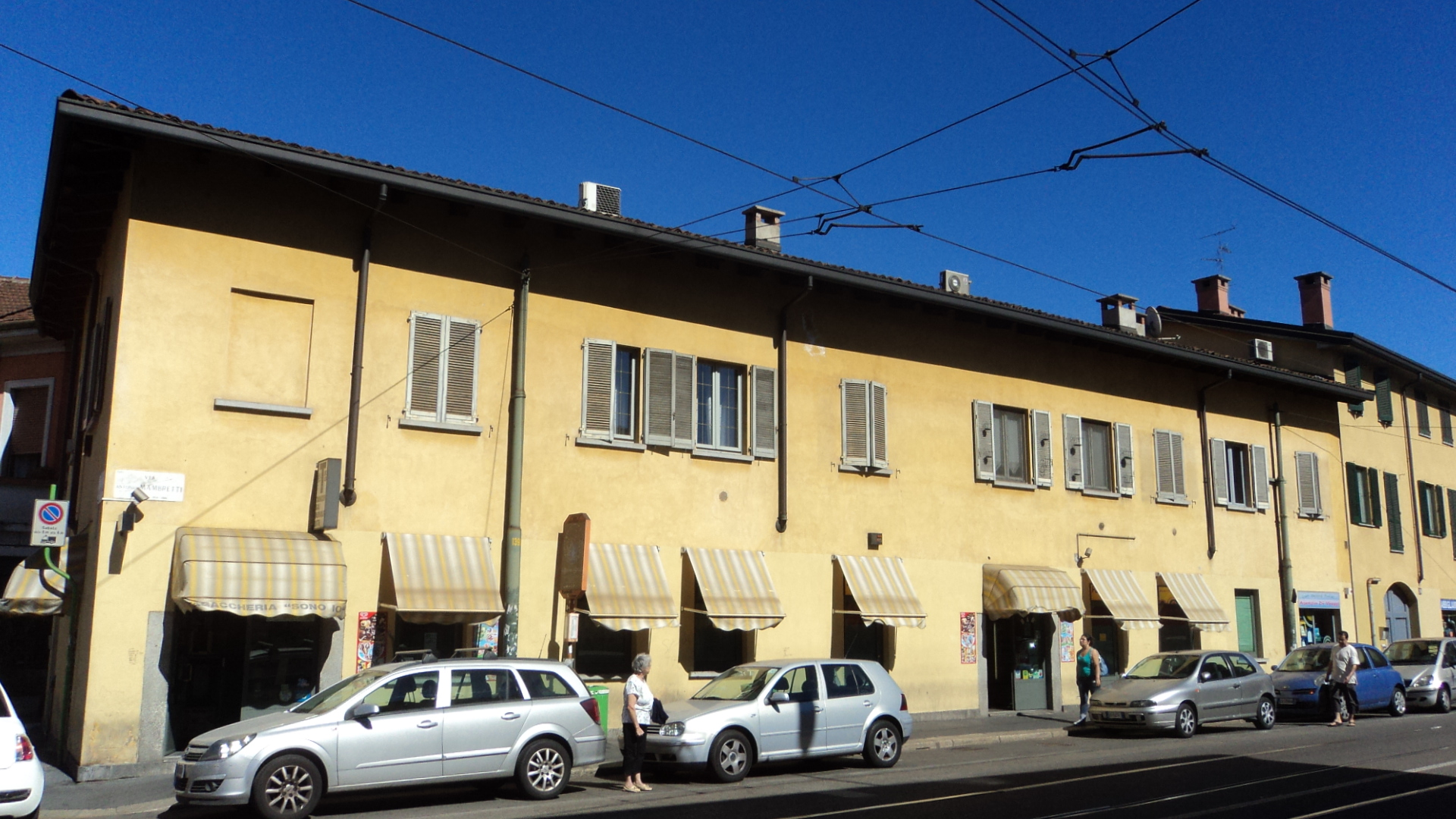
L'antica cascina di via Cinque Maggio, 2 vista lungo via Mambretti

Del borgo originario di Musocco rimangono molte tracce attorno alle vie Mambretti, Cinque Maggio e Ameglio; oltre alle case di ringhiera di via Aldini.
Il numero 29 porta ancora la scritta Sede Cooperativa La Conquista Musocco, la Scuola Generale Cantore è diventata per lungo tempo Civico Archivio e oggi un Centro di accoglienza per persone con disagio abitativo. 
L'antico oratorio di San Giuseppe si trova in via Ameglio ed è stato sconsacrato.
In piazzale Santorre di Santarosa proprio quando il comune si scioglie viene eretto il Monumento ai caduti di Musocco durante la prima guerra mondiale.
Nella seconda guerra mondiale, molti musocchesi presero parte alla Resistenza attiva, pagando l'azione con la propria vita. In diversi numeri civicil tutt'oggi si possono trovare targhe che commemorano un partigiano o una partigiana. 

Veduta Piazzetta Vecchia Musocco

Nel quartiere, ha preso forma il Parco dei 600 intitolato a Wally D'Ambrosio, partigiana e cittadina esemplerare (ANPI).
Nel 2023, anno di commemorazione del centenario dell'annessione dei comuni di cintura al progetto della " Grande Milano", è stata posta una targa a ricordare la prima sede del Comune di Musocco, sulla residenza del 500 di via 5 maggio,1, grazie all'interessamento di alcuni cittadini, di Fondazione Perini e del Municipio 8.

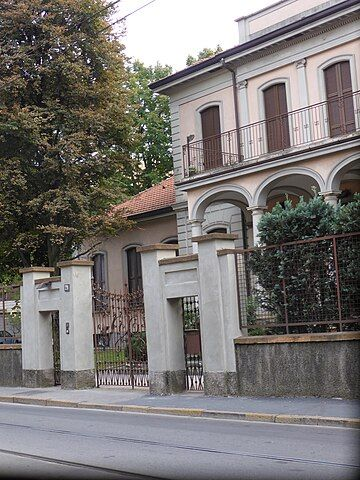
Villa De Marchi di via Mambretti - Associazione Gruppo Betania Onlus

## Infrastrutture e trasporti

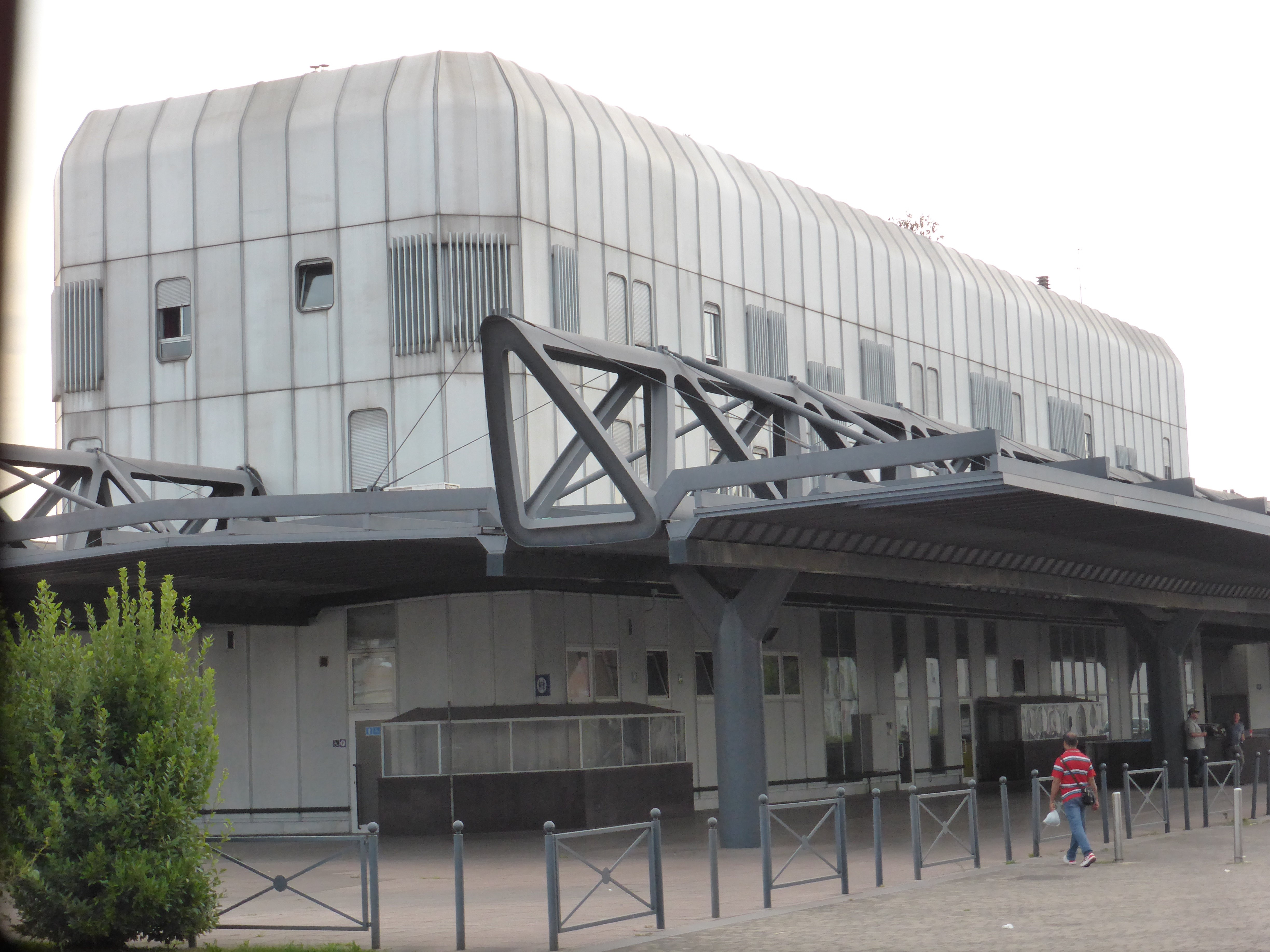
Stazione di Certosa, a Musocco

- Linee S5, S6 e S11, linee regionali e nazionali: stazione di Milano Certosa

Il quartiere di Musocco è lambito a nord dall'Autostrada A4 Milano-Torino ad è attraversato dal Cavalcavia del Ghisallo, al termine del quale incomincia l'Autostrada A8 Milano-Laghi. Inoltre il quartiere è servito dalla Strada interquartiere nord, che è la strada nata per collegare i quartieri a nord del centro di Milano, e dall'antico percorso della strada statale 233 Varesina, che collega Milano a Varese e alla Svizzera (al giorno d'oggi la strada incomincia presso il quartiere di Roserio).
Il quartiere è servito, dalla stazione di Milano Certosa, il cui nome originale era stazione di Musocco, che si trova nel tronco comune a varie linee ferroviarie tra cui passante ferroviario, la Milano-Gallarate e la Milano-Torino. La stazione, gestita da RFI, è servita da treni suburbani (linee S5, S6 e S11) e regionali, gestiti da Trenord.

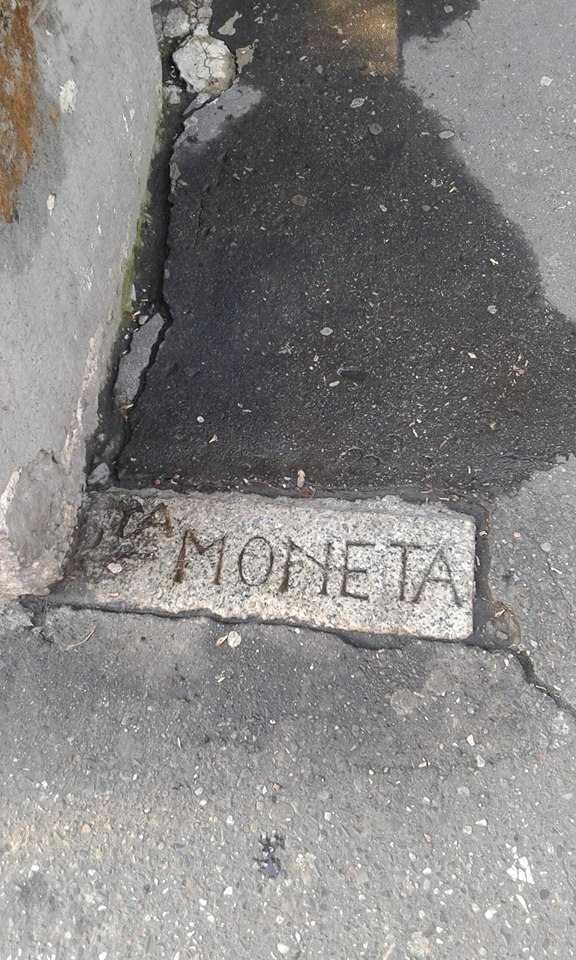
Pietra d'inciampo all'ingresso storico della fabbrica Moneta di via Mambretti

Varie linee di autobus e di tram, gestite da ATM, collegano Musocco ai quartieri limitrofi e al centro di Milano.Il presente del quartiere è senza dubbio legato all'Oratorio PIO XI della Parrocchia di riferimento del quartiere: SS. Nazaro e Celso a ai tanti parchi verdi che lo caratterizzano. Oltre al già citato Parco dei 600 - Wally D'Ambrosio e al bellissimo parco di Villa Scheibler, va citato il Parco Verga, uno dei più grandi di Milano. Non mancano luoghi di svago come il Certosa District creato da una importante riqualificazione della Via Varesina a ridosso del quartiere e il vicino centro commerciale Metropoli oltre all'importante supermercato Esselunga di Certosa. Nelle vicinanze va citato l'Ospedale Sacco nel vicino quartiere Roserio e il Polo Mind in cui si trova l'ospedale Galeazzi a una fermata del passante ferroviario da Stazione Certosa.   
Musocco potrebbe essere servito, in un eventuale futuro, dalla linea 6 della metropolitana. Il Piano Urbano della Mobilità Sostenibile (PUMS) del 2015, presentato dal comune di Milano, infatti, accarezzava l'ipotesi della costruzione di una nuova linea che avrebbe collegato l'area nord-occidentale della città (Baranzate o Molino Dorino) alla sud-orientale (Rogoredo o Quintosole).